# Tysklands oberoende socialdemokratiska parti

USPD:s partisymbol.

Tysklands oberoende socialdemokratiska parti (tyska: Unabhängige Sozialdemokratische Partei Deutschlands, USPD) var ett kortlivat socialdemokratiskt politiskt parti i Tyskland, under kejsardömet och Weimarrepubliken. Partiet bildades 1917 av personer ur det socialdemokratiska partiets (SPD) vänsterflygel. Det existerade först som ett större utbrytarparti åren 1917–1922, för att efter bildandet av Spartacusförbundet, den revolutionära vänsterflygeln inom Tysklands kommunistiska parti (KPD) 1919 och återföreningen av vänster- och högerkrafter inom SPD 1922, verka som en mindre utbrytargrupp fram till sin upplösning 1931. 
USPD bildades under första världskriget då många socialdemokrater vände sig mot SPD:s ledning och dess regeringstrogna hållning i kriget, den så kallade borgfredspolitiken. Det kvarvarande SPD tog under denna tid partibeteckningen MSPD, Mehrheitssozialdemokratische Partei Deutschlands (ibland förkortat Mehrheits-SPD), fram till återföreningen med USPD.

## Framträdande medlemmar i USPD
- Eduard Bernstein
- Ernst Däumig
- Kurt Eisner
- Karl Korsch
- Karl Kautsky
- Georg Ledebour
- Rosa Luxemburg
- Theodor Liebknecht
- Clara Zetkin
- Arthur Crispien